# Lionel Bernstein
Pour les articles homonymes, voir Bernstein.
Lionel Bernstein dit Rusty (20 mars 1920 – 23 juin 2002) est un militant anti-apartheid et prisonnier politique sud-africain. Il travaille avec Nelson Mandela, Walter Sisulu et Oliver Tambo. Il est jugé en même temps que Nelson Mandela au procès de Rivonia mais est acquitté, contraint à l'exil.

## Parcours
Bernstein est né à Durban, il est le plus jeune fils d'une famille de quatre enfants, ses parents sont des émigrés juifs d'Europe. Il devient orphelin à huit ans, après qu'il a été envoyé pour finir son enseignement dans une pension pour garçons au collège Hilton, une école privée, qui était l'équivalent sud-africain d'Eton College ou la Herse.
Après avoir été diplômé, il retourne à Johannesbourg où il commence à travailler dans un cabinet d'architecte, en étudiant l'architecture à temps partiel à l'Université du Witwatersrand. Après son diplôme en 1936, il travaille à plein temps en tant qu'architecte. Il est devenu un des principaux dirigeants de l'ANC, une organisation contrainte à la clandestinité. Puis il devient un des dirigeants de sa branche armée, et est arrêté le 11 juillet 1963. Il est jugé en même temps que Nelson Mandela au procès de Rivonia mais est acquitté. Il est contraint à l'exil, avec son épouse, et revient en Afrique du Sud en 1994.